# Jeff Strasser
Jeff Strasser (Mondorf-les-Bains, 5 d'octubre de 1974) és un exjugador i entrenador de futbol luxemburguès. Actualment és l'entrenador del CS Fola Esch.
Els anys 1999 i 2001 fou nomenat Esportista Luxemburguès de l'Any.

## Biografia
Nascut a Mondorf-les-Bains el 5 d'octubre de 1974, Jeff Strasser és un dels jugadors de futbol de més èxit de la història del petit país centreeuropeu. La major part de la seva carrera la va passar en equips de la primera divisió de França i Alemanya. Després de jugar pel FC Metz de la Ligue 1, entre 1993 i 1999, va marxar a Alemanya, on va fitxar pel FC Kaiserslautern, on hi passà tres temporades. Posteriorment fitxaria pel Borussia de Mönchengladbach, el 2002. Amb els dos conjunts alemanys, Strasser va disputar 7 temporades de la Bundesliga, disputant un total de 194 partits i marcant 10 gols en lliga.
L'agost del 2006 va tornar a la lliga francesa, fitxant pel RC Strasbourg. El 31 de juliol de 2007 va firmar per dos anys amb el FC Metz, abandonant l'equip lliure el 30 de juny de 2009. Posteriorment tornaria a Luxemburg per jugar al Fola Esch. Tot i així, només disset dies després marzaria a Suïssa per jugar amb el Grasshopper.
Strasser va debutar amb Luxemburg l'octubre de 1993, en partit classificatori per a la Copa del Món contra Grècia. El desembre del 2008 havia aconseguit batre el rècord de més compareixences amb la selecció luxemburguesa, amb un total de 88 partits, on va marcar sis gols, després de superar a Carlo Weis. Va disputar 29 partits classificatoris per la Copa del Món.
Després de retirar-se com a futbolista, Strasser va començar la seva carrera com a entrenador. El 17 de maig de 2010 va començar a entrenar els juvenils del CS Fola Esch. El 4 de desembre d'aquell mateix any, no obstant, va passar a dirigir el primer equip, juntament amb Cyril Serredszum.